# Shorewood (Wisconsin)
Shorewood er en landsby i Milwaukee County i den amerikanske delstat Wisconsin. Befolkningen blev ved folketællingen i 2000 opgjort til 13.763.
Beliggende mellem Milwaukee-floden og Lake Michigan, er Shorewood omkranset af byen Milwaukee i syd og vest og Whitefish Bay i nord. Ifølge US Census Bureau, har landsbyen et samlet areal på 1,6 kvadratmiles (4,1 km2).
43°05′31″N 87°53′11″V / 43.0919°N 87.8864°V